# Passage Collin
Le passage Collin est une voie du 9e arrondissement de Paris, en France.

## Situation
Le passage Collin est situé dans le 9e arrondissement de Paris. Il débute au 18, rue Duperré et se termine au 29, boulevard de Clichy.

## Origine du nom
Ce passage doit son nom à M. Collin, propriétaire du terrain sur lequel il fut ouvert.

## Historique
La voie est ouverte en 1868 et prend sa dénomination actuelle la même année. 